# Incredible! Live!
Incredible! Live! ist das fünfte Soloalbum von Country Joe McDonald. Es wurde im Jahr 1972 veröffentlicht und erreichte in den Billboard 200 Platz 179.
Aufgenommen wurde das Album im New Yorker Nachtclub The Bitter End. McDonald als Alleinunterhalter spielt Gitarre und singt dazu.

## Titelliste
(Alle Titel von Country Joe McDonald soweit nicht anders vermerkt)
Seite 1:
1. Entertainment is My Business (2:35)
2. Sweet Marie (2:05)
3. Kiss My Ass, Joe McDonald/Barry Melton (2:55)
4. Living in the Future in a Plastic Dome (1:45)
5. Walk in Santiago (4:05)
6. Tricky Dicky (3:40)

Seite 2:
1. You Know What I Mean (3:05)
2. Fly So High (2:45)
3. Deep Down in Our Hearts (2:15)
4. Free Some Day (4:45)
5. I’m on the Road Again (4:10)

## Zu den Stücken
McDonald, der vorher häufig Konzerte für US-Soldaten gegeben hatte, vermischte in seinem Album politische Protestsongs und sentimentale Lieder. Tricky Dicky bezieht sich auf den ehemaligen US-Präsidenten Richard Nixon, den McDonald mit einer Plastik-Marionette vergleicht. You Know What I Mean ist eine Anekdote, die McDonald zwischendurch erzählt.